# Brice Feillu
Brice Feillu (født 26. juli 1985) er en fransk professionel cykelrytter, som cykler for det professionelle cykelhold Arkéa-B&B Hotels. Han er Romain Feillus yngre bror.
Brice Feillu vandt i 2006 holdtidskørslen i Ronde de l'Oise. I 2008-sæsonen vandt han endagsløbet Classique Sauveterre Pyrénées Atlantique og desuden en etape i Franche Comté. I Tour Alsace vandt Feillu afslutningsetapen på Ballon d'Alsace. I slutningen af 2008-sæsonen cyklede han som stagiaire for det franske professionelle kontinentalhold Agritubel, fra 2009 har han professionel kontrakt med samme hold. I Tour de France 2009 vandt han 7. etape, som sluttede på en bjergtop udenfor kategori. Dette var en særdeles stor overraskelse.